# دالیک‌لی
دالیک‌لی (به لاتین: Dalikly) یک منطقه مسکونی در جمهوری آذربایجان است که در شهرستان آغجه‌آباد واقع شده است.